# Lega Nazionale A 1977-1978
L'edizione 1977-1978 della Lega Nazionale A vide la vittoria finale del Grasshoppers. Capocannoniere del torneo fu Fritz Künzli (Zurigo), con 21 reti.

## Stagione

### Novità
Dalla Lega Nazionale A 1976-1977 sono stati retrocessi in Lega Nazionale B il Winterthur e il Bellinzona, mentre dalla Lega Nazionale B 1976-1977 sono stati promossi l'Étoile Carouge e lo Young Fellows Zurigo.

## Classifica finale
|  | Pos. | Squadra         | Pt | G  | V  | N | P  | GF | GS | DR  |
|  | ---- | --------------- | -- | -- | -- | - | -- | -- | -- | --- |
|  | 1.   | Grasshoppers    | 34 | 22 | 15 | 4 | 3  | 60 | 27 | +33 |
|  | 2.   | Servette        | 33 | 22 | 14 | 5 | 3  | 44 | 20 | +24 |
|  | 3.   | Losanna         | 30 | 22 | 13 | 4 | 5  | 47 | 21 | +26 |
|  | 4.   | Basilea         | 28 | 22 | 12 | 4 | 6  | 53 | 34 | +19 |
|  | 5.   | Zurigo          | 28 | 22 | 11 | 6 | 5  | 38 | 27 | +11 |
|  | 6.   | Sion            | 21 | 22 | 6  | 9 | 7  | 29 | 33 | -4  |
|  | 7.   | Neuchâtel Xamax | 19 | 22 | 8  | 3 | 11 | 32 | 42 | -10 |
|  | 8.   | Young Boys      | 19 | 22 | 7  | 5 | 10 | 27 | 45 | -18 |
|  | 9.   | Chênois         | 18 | 22 | 8  | 2 | 12 | 27 | 35 | -8  |
|  | 10.  | San Gallo       | 17 | 22 | 5  | 7 | 10 | 27 | 38 | -11 |
|  | 11.  | Étoile Carouge  | 13 | 22 | 5  | 3 | 14 | 22 | 40 | -18 |
|  | 12.  | Young Fellows   | 4  | 22 | 1  | 2 | 19 | 14 | 58 | -44 |

Legenda:
      Qualificato alla poule scudetto.
      Qualificato alla poule retrocessione.
Regolamento:
Due punti a vittoria, uno a pareggio, zero a sconfitta.
Note:

## Poule scudetto
|  | Pos. | Squadra      | Pt | G  | V | N | P | GF | GS | DR  |
|  | ---- | ------------ | -- | -- | - | - | - | -- | -- | --- |
|  | 1.   | Grasshoppers | 29 | 10 | 4 | 4 | 2 | 17 | 12 | +5  |
|  | 2.   | Servette     | 28 | 10 | 3 | 5 | 2 | 10 | 10 | 0   |
|  | 3.   | Basilea      | 27 | 10 | 5 | 3 | 2 | 21 | 14 | +7  |
|  | 4.   | Losanna      | 26 | 10 | 4 | 3 | 3 | 21 | 14 | +7  |
|  | 5.   | Zurigo       | 26 | 10 | 5 | 2 | 3 | 15 | 15 | 0   |
|  | 6.   | Sion         | 12 | 10 | 0 | 1 | 9 | 8  | 27 | -19 |

Legenda:
      Campione di Svizzera e qualificata in Coppa dei Campioni 1978-1979
      Vincitore della Coppa Svizzera e qualificato in Coppa delle Coppe 1978-1979
      Qualificato in Coppa UEFA 1978-1979.
Regolamento:
Due punti a vittoria, uno a pareggio, zero a sconfitta.
I punti conquistati nella stagione regolare vengono dimezzati e arrotondati all'intero superiore.
Note:
Punti di partenza:
- Grasshoppers 17.
- Servette 17.
- Losanna 15.
- Basilea 14.
- Zurigo 14.
- Sion 11.

## Poule retrocessione
I punti conquistati nella stagione regolare vengono dimezzati e arrotondati all'intero superiore.
|  | Pos. | Squadra         | Pt | G  | V | N | P | GF | GS | DR  |
|  | ---- | --------------- | -- | -- | - | - | - | -- | -- | --- |
|  | 1.   | Young Boys      | 23 | 10 | 4 | 5 | 1 | 20 | 13 | +7  |
|  | 2.   | Chênois         | 21 | 10 | 4 | 4 | 2 | 19 | 9  | +10 |
|  | 3.   | San Gallo       | 21 | 10 | 3 | 6 | 1 | 11 | 7  | +4  |
|  | 4.   | Neuchâtel Xamax | 20 | 10 | 4 | 2 | 4 | 14 | 15 | -1  |
|  | 5.   | Étoile Carouge  | 18 | 10 | 4 | 3 | 3 | 13 | 12 | +1  |
|  | 6.   | Young Fellows   | 4  | 10 | 1 | 0 | 9 | 10 | 31 | -21 |

Legenda:
      Retrocesso in Lega Nazionale B 1978-1979.
Regolamento:
Due punti a vittoria, uno a pareggio, zero a sconfitta.
I punti conquistati nella stagione regolare vengono dimezzati e arrotondati all'intero superiore.
Note:
Punti di partenza:
- Neuchâtel Xamax 10.
- Young Boys 10.
- Chênois 9.
- San Gallo 9.
- Étoile Carouge 7.
- Young Fellows Zurigo 2.

## Statistiche

### Classifica marcatori (stagione regolare)
| Gol |  |  | Giocatore             | Squadra         |
| --- |  |  | --------------------- | --------------- |
| 15  |  |  | Fritz Künzli          | Zurigo          |
| 13  |  |  | Martin Chivers        | Servette        |
| 12  |  |  | Rudolf Elsener        | Grasshoppers    |
| 12  |  |  | Roland Schönenberger  | Basilea         |
| 12  |  |  | Claudio Sulser        | Grasshoppers    |
| 10  |  |  | Franco Cucinotta      | Zurigo          |
| 10  |  |  | Michel Decastel       | Neuchâtel Xamax |
| 10  |  |  | Jean-Michel Guillaume | Losanna         |

### Classifica marcatori (completa)
| Gol |  |  | Giocatore             | Squadra      |
| --- |  |  | --------------------- | ------------ |
| 21  |  |  | Fritz Künzli          | Zurigo       |
| 17  |  |  | Martin Chivers        | Servette     |
| 16  |  |  | Rudolf Elsener        | Grasshoppers |
| 16  |  |  | Roland Schönenberger  | Basilea      |
| 16  |  |  | Claudio Sulser        | Grasshoppers |
| 15  |  |  | Jean-Michel Guillaume | Losanna      |
| 14  |  |  | Franco Cucinotta      | Zurigo       |

## Verdetti finali
- Grasshoppers Campione di Svizzera 1977-1978 e qualificato alla Coppa dei Campioni 1978-1979.
- Servette vincitore della Coppa Svizzera 1977-1978 e qualificato alla Coppa delle Coppe 1978-1979.
- Basilea e Losanna qualificate alla Coppa UEFA 1978-1979.
- Étoile Carouge e Young Fellows Zurigo retrocesse in Lega nazionale B.